# Miracle
Miracle je pjesma rumunjskih glazbenika Paule Seling i Ovija kojom su predstavljali svoju zemlju na Euroviziji 2014. u danskoj prijestolnici Kopenhagenu. Njih dvoje već su nastupali za domovinu i to na Euroviziji 2010. kada su osvojili treće mjesto sa skladbom Playing with Fire. To je ujedno i najbolji rezultat Rumunjske na Euroviziji.
Budući da Ovi odnosno Ovidiu Cernăuțeanu živi i radi u Norveškoj, u njezinom skladanju i pisanju teksta osim njega, sudjelovali su i tamošnji glazbeni djelatnici kao što su Philip Halloun, Frida Amundsen i Beyond51. Pjesma je nastala u lipnju 2013. a objavljena je 28. veljače 2014. Videospot za samu pjesmu snimljen je u mjestu Buftea u središnjem dijelu povijesne pokrajine Vlaške, režirao ga je Alex Ceauşu a službeno je objavljen 27. travnja 2014.
Pjesma je osvojila drugo mjesto u drugom polufinalu dok je u samom finalu bila dvanaesta s osvojenih 72 bodova.